# Сизаль (растение)
Сиза́ль, или Ага́ва сиза́левая (лат. Agāve sisalāna) — растение семейства Агавовые, вид рода Агава.
Оно широко культивируется во многих тропических и субтропических регионах мира ради грубого волокна, получаемого из листьев.

## Распространение и экология
Растение происходит, предположительно, из Южной Мексики (полуостров Юкатан). Оттуда оно натурализовалось на Антильских островах
В настоящее время культивируется в Мексике, на Антильских и Багамских островах, в Южной Америке (в основном в Бразилии), Индии, Индокитае, Малайзии, Индонезии, на Филиппинах, Тропической Африке (Кения, Танзания), Новой Гвинее, Австралии, на Гавайских островах, на юге Средней Азии, на Мадагаскаре и на островах Фиджи.

## Биологическое описание
Многолетнее растение с коротким стеблем, образующее розетку крупных мясистых жёстких листьев.
Листья 1,5—2,5 м длиной и 10—12 см шириной, направлены вверх. Каждый лист живёт 10 лет и более.
Из долго существующей розетки листьев растение внезапно выбрасывает цветочную стрелку высотой до 2 м. После этого начинается бурное цветение, затем плодоношение, после которого растение погибает.

## Химический состав
Листья растения богаты стероидными сапонинами, главным из которых является гекогенин, или 12-оксотигогенин.

## Использование
Сизаль — важное в промышленном отношении волокнистое растение. Волокно, добываемое из листьев, также называется сизаль. Идёт на изготовление канатов, всевозможных сетей, шпагата, упаковочных (тарных) тканей, классических мишеней для дартса, матрацев, мочалок, щёток и тому подобного.
Цветонос сизаля сочный. Сердцевина его нижней части богата сахарами и используется местным населением для различных целей (в качестве корма для пчёл, получения лимонной кислоты, извлечения сока-пульке по 4—5 л в течение двух — трёх месяцев). Из растения в качестве побочного продукта получают твёрдый растительный воск, образующийся в виде налёта на листьях.
Листья богаты стероидными сапонинами, производными гекогенина (12-оксотигогенина), который используется для синтеза гормональных препаратов.
В Китае из сизаля получены вещества анордрин и динордрин, составляющие группу контрацептивных средств, обладающих важным преимуществом: в отличие от обычных пилюль их достаточно принимать один — два раза в месяц.
|                 |  |
| Соцветия сизаля |  |